# 湘水镇
湘水镇，是中华人民共和国陕西省汉中市南郑区下辖的一个乡镇级行政单位。

## 行政区划
湘水镇下辖以下地区：
晏家坝村、陈家坝村、油盘寺村、黄花窑村、五里沟村、盘龙庵村、高皇山村、五里店村、宝积寺村、华严寺村、观音桥村、木头坝村、海明村、段家坝村、经堂湾村、潘家坝村和桑树坝村。